# Гастон дьо Мюрол
Гастон дьо Мюрол (на френски: Gaston de Murols, известен и с имената Caste de Murols, Casse, Gaston, Gastus или Castus de Murols) († 1172), е френски рицар, 6-ият велик магистър на Ордена на рицарите-хоспиталиери. Той е начело на ордена в периода 1170 – 1172 година.

## Биография
След оставката на Жилбер д'Есаи, за негов приемник е избран Гастон дьо Мюрол. Произхожда от благородническо семейство от Мюрол, Оверн, Франция. Преди избора му за Велик магистър е касиер на ордена. Управлението му е кратко. След смъртта му през 1172 г. за негов приемник е избран Жобер дьо Сири.